# Toulouse (stad)
Toulouse (Occitaans: Tolosa) is een stad in het zuiden van Frankrijk, prefectuur van het departement Haute-Garonne en hoofdstad van de voormalige regio Midi-Pyrénées en van de nieuwe, grotere regio Occitanie. Ze is gelegen aan de rivier Garonne.
Met 511.684 inwoners per 1 januari 2022 is Toulouse na Parijs, Marseille en Lyon de vierde stad van Frankrijk. De stad heeft sinds de 13e eeuw een universiteit, de eerste in Frankrijk buiten Parijs. Het Capitool van Toulouse, waarin het stadhuis is gevestigd, ligt aan het Place du Capitole, in het centrum van de stad, op de rechteroever van de Garonne.

## Klimaat
Toulouse kent een vochtig subtropisch klimaat (Köppen Cfa). In de zomer valt er voldoende neerslag om niet als mediterraans klimaat gekarakteriseerd te worden.

## Geschiedenis
Tolosa Tectosagum was een Gallische stad waar een Romeins legioen gelegerd werd. In 8e eeuw ontstond het graafschap Toulouse, waardoor de stad het culturele centrum van de Languedoc werd.
In de 20e eeuw werd Toulouse de hoofdstad van de Franse lucht- en ruimtevaart. Airbus, het ESA, Alcatel Espace en vele andere bedrijven vestigden zich in Toulouse.

## Bezienswaardigheden
Behalve de kathedraal Saint-Étienne is ook de middeleeuwse pelgrimskerk Saint-Sernin (een basilica) een belangrijke monumentale kerk (Unesco-werelderfgoed) in het oude stadscentrum, net zoals de kerk van het Jacobijnenklooster. Vanwege het gebruikte bouwmateriaal (lokaal gefabriceerde bakstenen) wordt Toulouse vaak "De Roze Stad" genoemd. 
- Het Capitool dat het stadhuis herbergt, op het Place du Capitole
- De Donjon du Capitole (het Office du tourisme)
- De kades en de oevers van de Garonne
- Het Musée des Augustins met Europese schilderkunst en beeldhouwwerk
- Het Muséum de Toulouse
- Het museum voor hedendaagse en 20e-eeuwse kunst in het voormalige slachthuis Les Abattoirs, zie: Frac
- Het Bazacle-gebied, rond de Garonne
- De Jardin des Plantes, het Grand-Rond en de Jardin Royal
- De Jardin japonais (Japanse tuin)
- De Pont-Neuf
- Het Hôpital de la Grave en de Chapelle Saint-Joseph de la Grave
- Het Château d'eau (de watertoren)

- Het Canal du Midi
- De Pont Saint-Pierre
- De Place Wilson
- Station Toulouse-Matabiau (Gare de Toulouse-Matabiau)
- De Prison Saint-Michel (een voormalige gevangenis)
- De Stèle des martyrs de Bordelongue
- Het Palais Niel, een militair paleis
- De Romeinse arena
- Het Kasteel van Reynerie
- De gemeentelijke archieven
- De Cité de l'espace

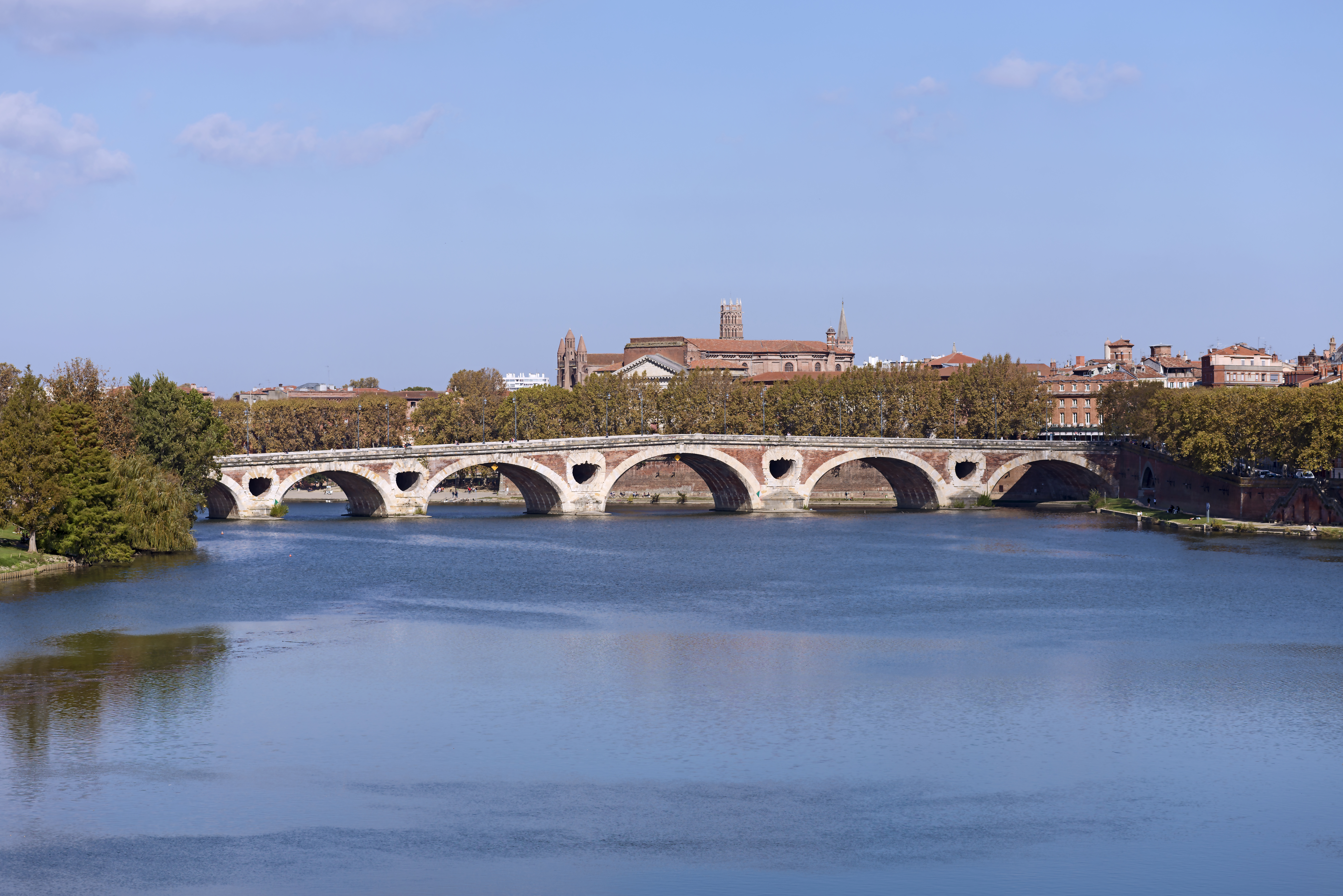
De rivier Garonne in Toulouse
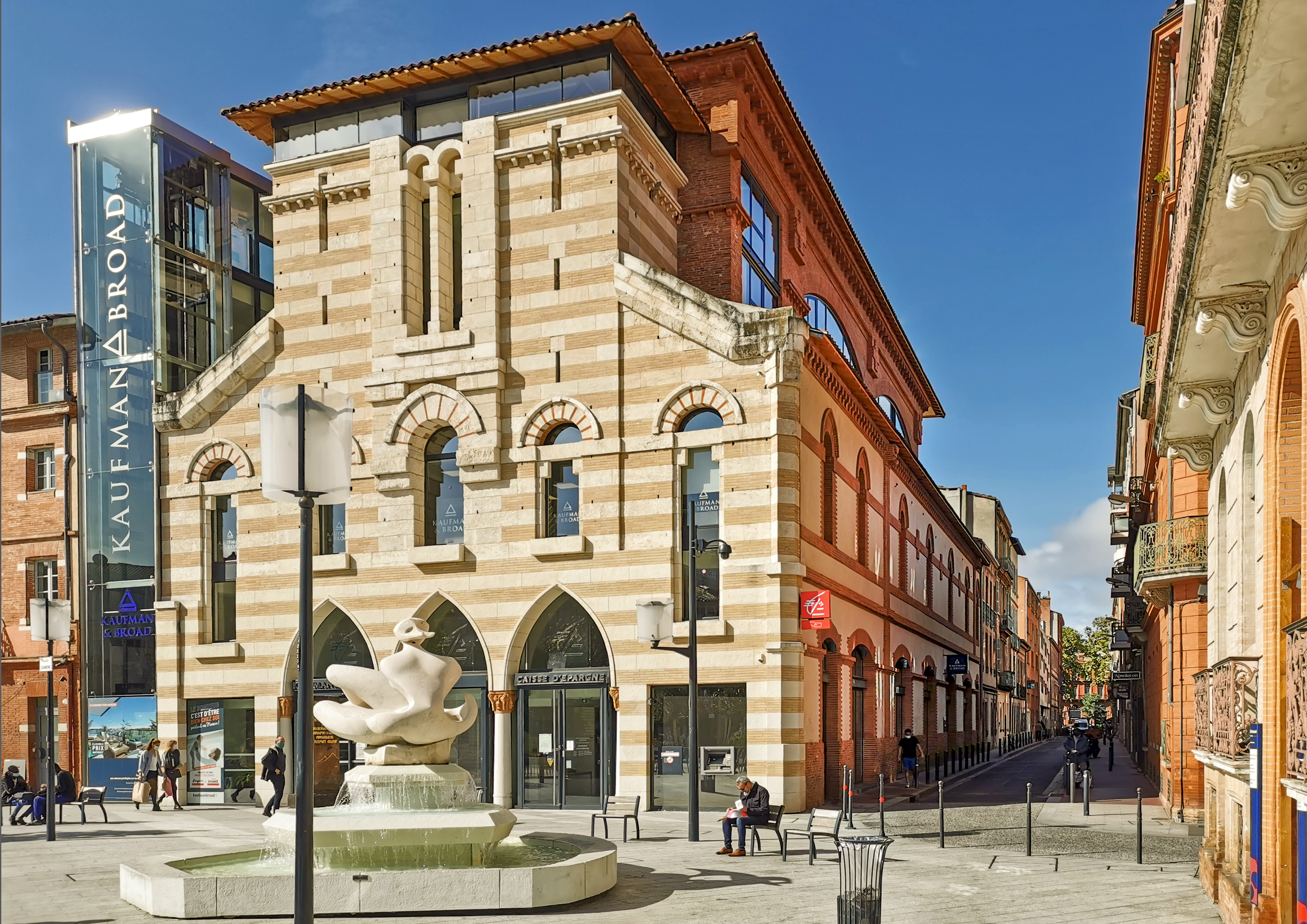
Place d'Arménie
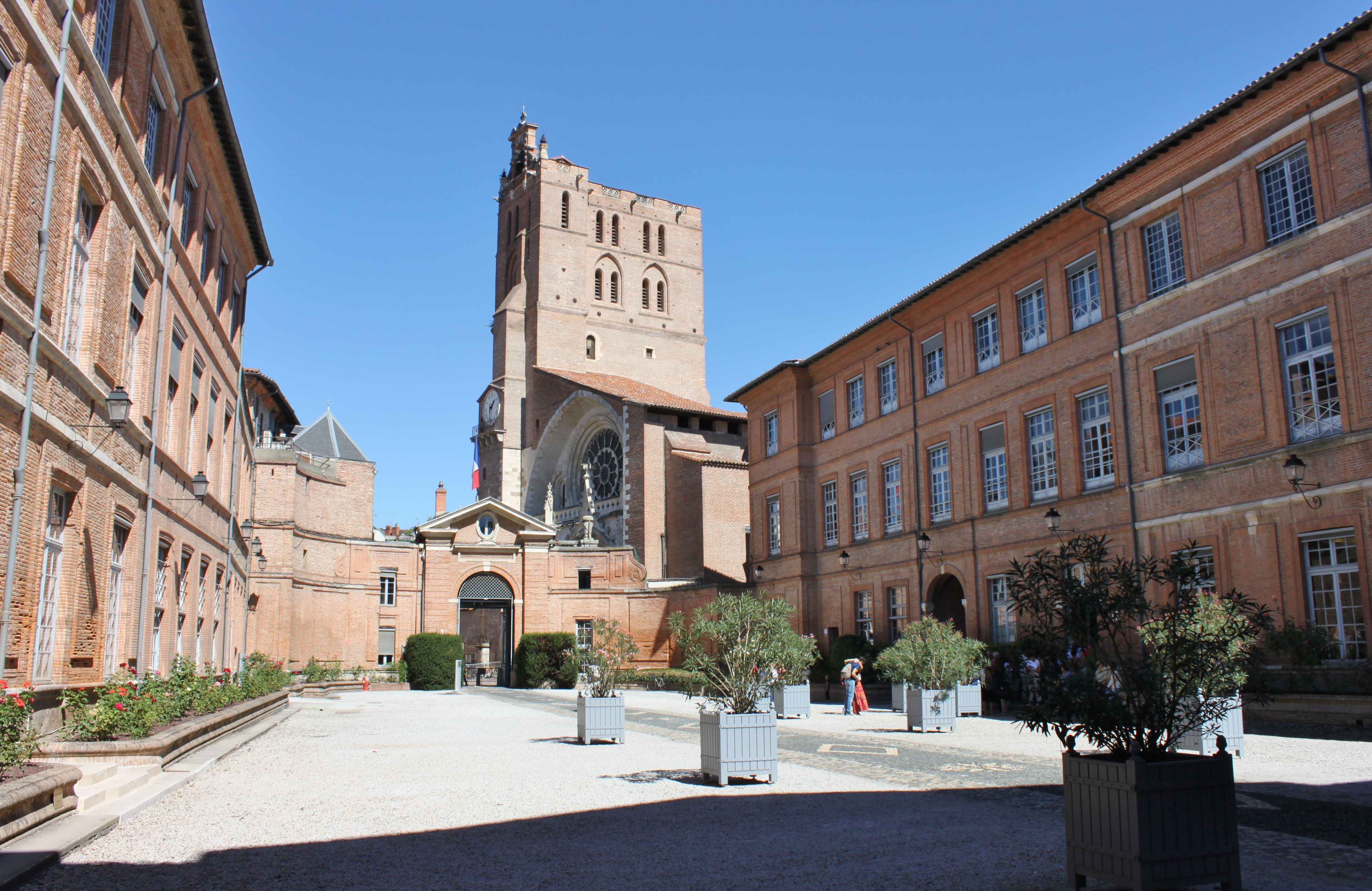
Zicht op de kathedraal Saint-Étienne vanuit het binnenhof van het prefectuurgebouw
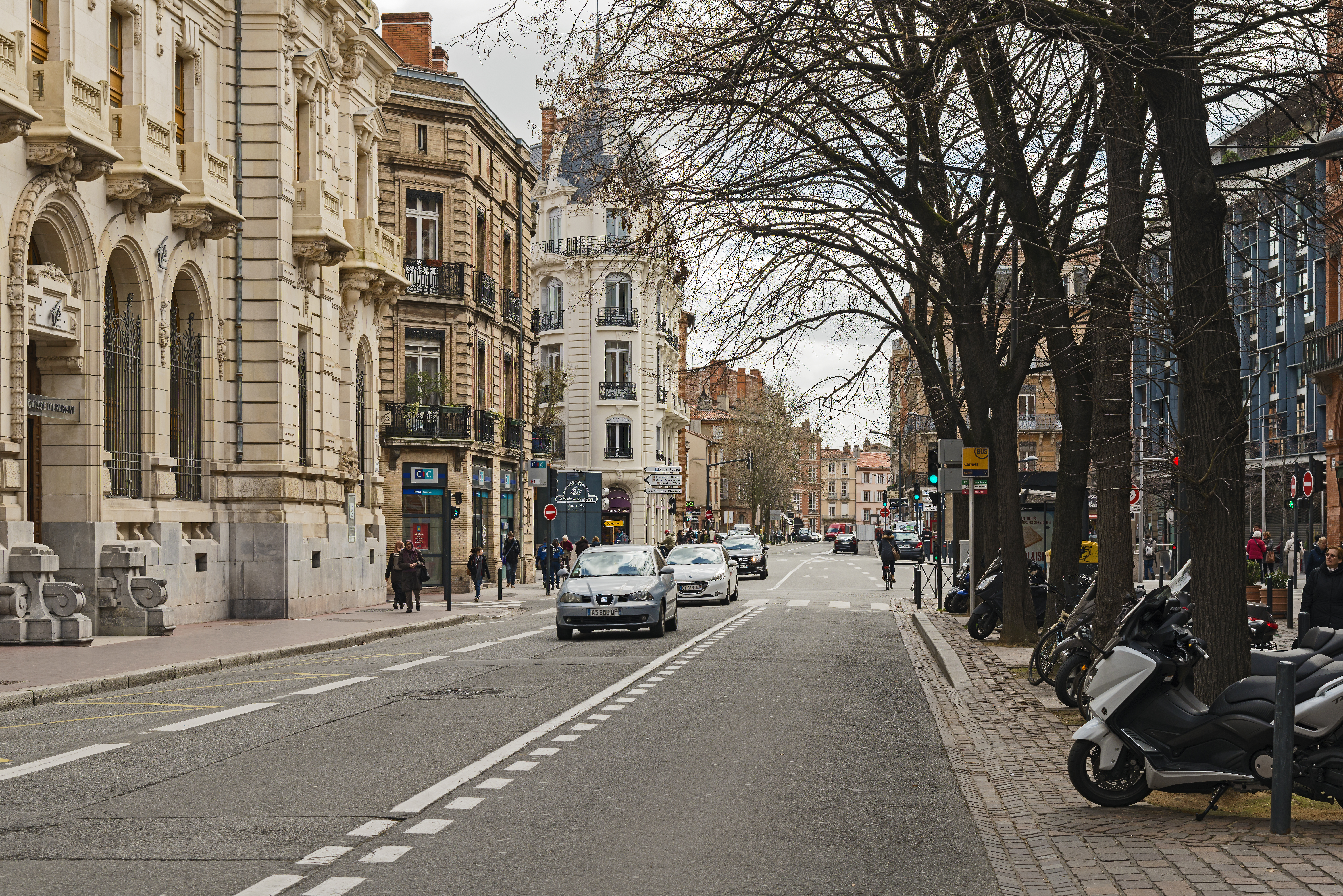
Rue du Languedoc
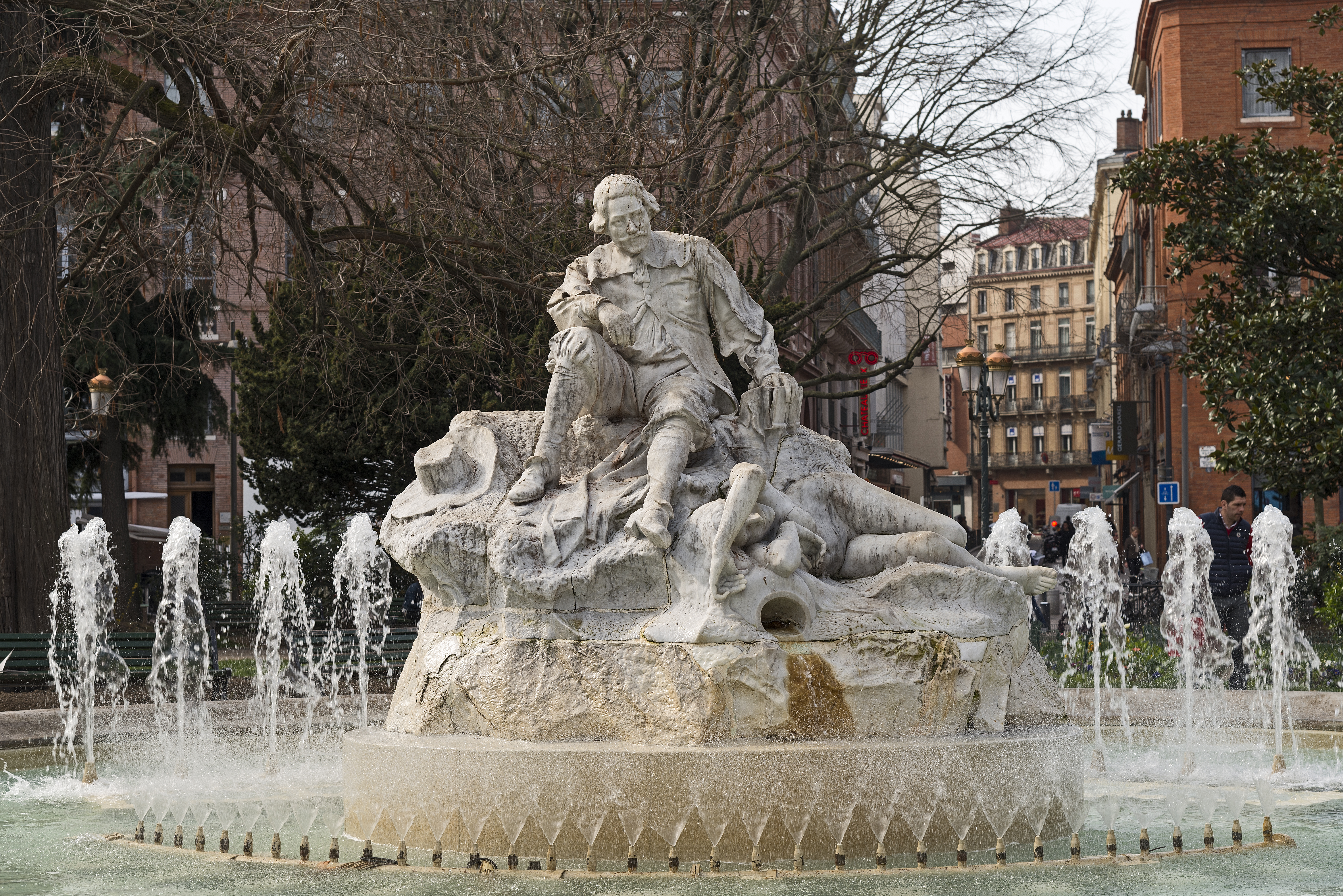
Beeld van de Franse dichter  Pierre Godolin op de Place Wilson

Toulouse is de thuisbasis van vliegtuigfabrikant Airbus. Het complex bestaat uit assemblagehallen waar onder andere de A320, A330 en A380 worden gemaakt. Er is tevens een Concorde te zien en verder zijn de Airbus Beluga-vliegtuigen hier gestationeerd.

## Geografie
De oppervlakte van Toulouse bedroeg op 1 januari 2022 118,3 vierkante kilometer; de bevolkingsdichtheid was toen 4.325,3 inwoners per km². 
De onderstaande kaart toont de ligging van Toulouse met de belangrijkste infrastructuur en aangrenzende gemeenten.

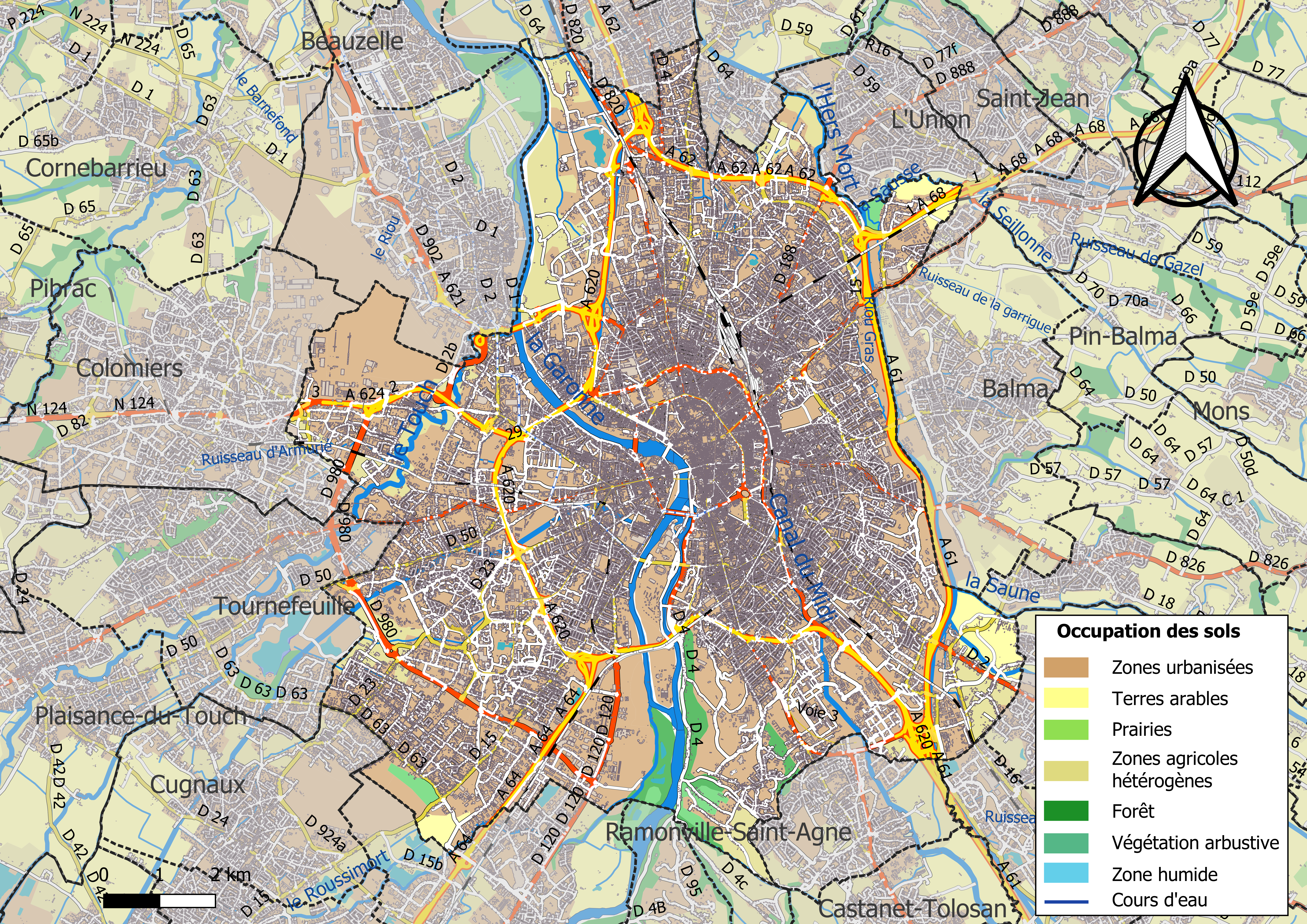

## Demografie
Onderstaande figuur toont het verloop van het inwonertal (bron: INSEE-tellingen).

## Verkeer en vervoer
In de gemeente liggen de spoorwegstations Gallieni-Cancéropôle, Lalande-Église, Lardenne, Montaudran, Les Ramassiers, Saint-Martin-du-Touch, Toulouse-Matabiau, Toulouse-Saint-Agne en Toulouse-Saint-Cyprien-Arènes.
Toulouse heeft twee metrolijnen en twee tramlijnen. De metro gebruikt VAL-technologie, dit zijn automatische treinstellen zonder bestuurder.

## Sport
Toulouse FC is de professionele voetbalclub van Toulouse en speelt in het Stadium Municipal. De club speelt doorgaans in Ligue 1, het hoogste Franse niveau. Stade Toulousain is een van de belangrijkste rugbyteams van Frankrijk.
Toulouse was speelstad bij het WK rugby van 1999 en 2007, WK voetbal van 1934 en 1998 en EK voetbal van 2016. Alle wedstrijden werden gespeeld in het Stadium Municipal.
Toulouse is 28 keer etappeplaats geweest in de wielerkoers Ronde van Frankrijk. Twee renners wonnen twee keer in Toulouse. Dit zijn de Belg Rik van Steenbergen (1949 en 1955) en de Fransman André Darrigade (1958 en 1963). De laatste keer dat een etappe finishte in Toulouse was in 2025 en toen won de Noor Jonas Abrahamsen.

## Stedenbanden
- Tel Aviv (Israël), sinds 1962
- Atlanta (Verenigde Staten), sinds 1975
- Kiev (Oekraïne), sinds 1975
- Bologna (Italië), sinds 1981
- Elche (Spanje), sinds 1981
- Chongqing (China), sinds 1981.[2][3]

## Onderwijs
- E-Artsup
- École nationale de l'aviation civile
- École nationale supérieure d'électrotechnique, d'électronique, d'informatique, d'hydraulique et des télécommunications
- École pour l'informatique et les techniques avancées
- Institut polytechnique des sciences avancées
- Institut supérieur de l'aéronautique et de l'espace
- Toulouse Business School
- École d'économie de Toulouse
- Université Paul Sabatier
- Universiteit van Toulouse

## Geboren
- Willem X (1099-1137), hertog van Aquitanië
- Henri Martin (1860-1943), impressionistisch schilder
- Jean Dausset (1916-2009), immunoloog en Nobelprijswinnaar (1980)
- Alexandre Jany (1929-2001), zwemmer
- Claude Nougaro (1929-2004), chansonnier
- Gérard Barray (1931-2024), acteur
- Laurent Terzieff (1935-2010), acteur
- Jean-Louis Debré (1944-2025), politicus
- Jean-Paul Dubois (1950), schrijver
- Bernard Werber (1961), schrijver van science-fictionromans
- Daniel Bravo (1963), voetballer
- Frédéric Moncassin (1968), wielrenner
- Jean-Christophe Péraud (1977), wielrenner
- Fabien Audard (1978), voetballer
- Cédric Fauré (1979), voetballer
- Nicolas Seube (1979), voetballer
- Philippe Mexès (1982), voetballer
- Jean-Louis Akpa Akpro (1985), voetballer
- Gaël Clichy (1985), voetballer
- Daniel Congré (1985), voetballer
- Julien Loubet (1985), wielrenner
- Christophe Mandanne (1985), voetballer
- Blaise Matuidi (1987), voetballer
- Cheikh M'Bengue (1987), voetballer
- Anne-Sophie Barthet (1988), alpineskiester
- Jean-Daniel Akpa-Akpro (1992), voetballer
- Cédric Hountondji (1994), voetballer
- Issa Diop (1997), voetballer
- Romain Perraud (1997), voetballer
- Kelvin Adou (1998), voetballer
- Flavien Enzo Boyomo (2001), Kameroens voetballer
- Janis Antiste (2002), voetballer
- Léon Marchand (2002), zwemmer
- Sam Maisonobe (2003), wielrenner
- Guillaume Restes (2005), voetballer